# 1827 az irodalomban
Az 1827. év az irodalomban.

## Események
- november 30. – A nádor előkészítő bizottságot nevez ki a Magyar Tudós Társaság (a leendő Magyar Tudományos Akadémia) alapszabályának kidolgozására. A bizottság elnöke gróf Teleki József.[1]

## Megjelent új művek

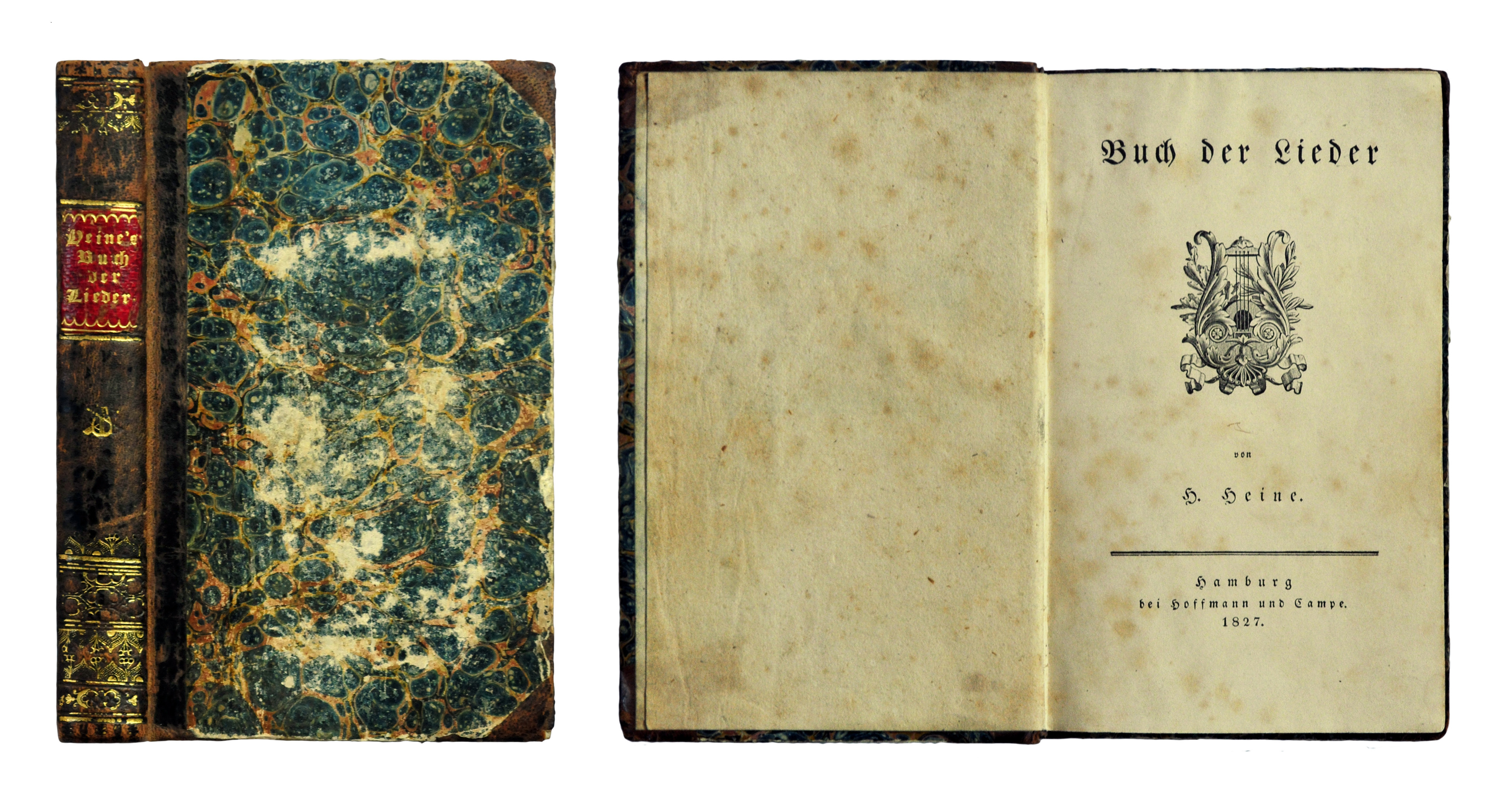
Heinrich Heine: Buch der Lieder (1827)

- James Fenimore Cooper regénye: A préri (The Prairie).
- Alessandro Manzoni A jegyesek (I promessi sposi) című nagy regényének első kiadása. Későbbi, átdolgozott változata 1840–1842-ben jelent meg.
- Stendhal első regénye: Armance (az író neve nélkül jelent meg).

### Költészet
- Alekszandr Puskin elbeszélő költeménye: Цыганы (Cigányok).
- Heinrich Heine: Buch der Lieder (Dalok könyve).
- Edgar Allan Poe verseinek első rövid gyűjteménye: Tamerlane and Other Poems (név nélkül jelent meg).

### Dráma
- Megjelenik Victor Hugo: Cromwell című drámája, nem színházi előadásra szánt mű.
- Prosper Mérimée: Jacquerie, „az egyik középkori parasztlázadást megelevenítő jelenetsorozat.”[2]

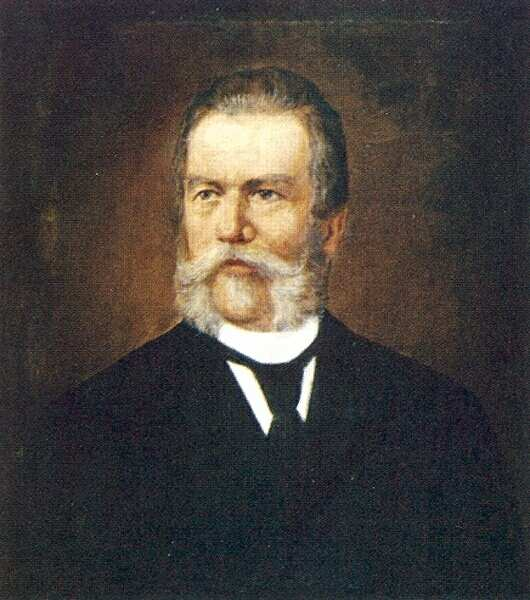
Vajda János

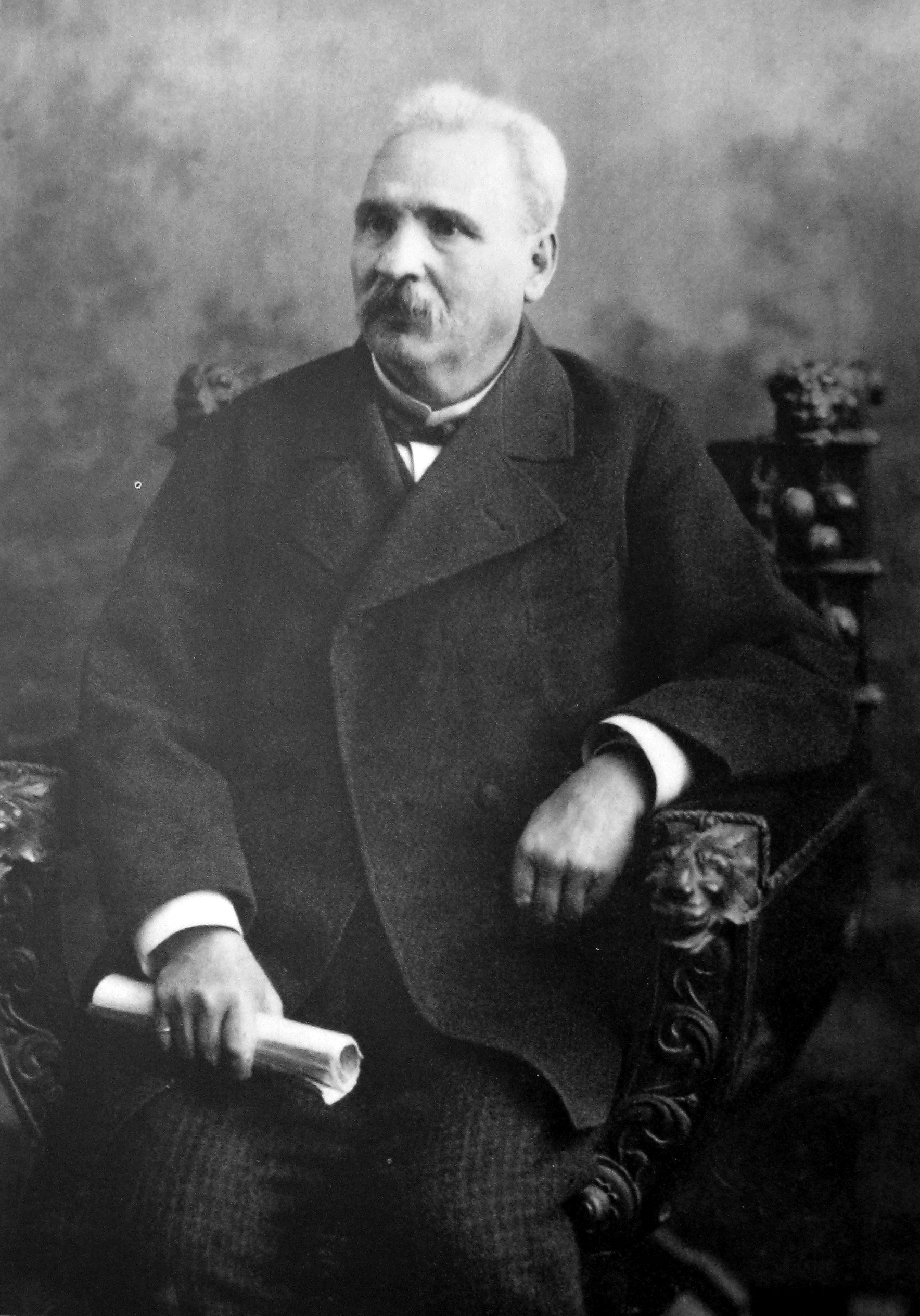
Petko Szlavejkov

### Magyar nyelven
- Vörösmarty Mihály: Tündérvölgy, kiseposz egy énekben.
- Megjelenik Pesten Fáy András történeti drámája: A két Báthory.

## Születések
- május 7. – Vajda János magyar költő, a 19. század második felének kiemelkedő, egyéni hangú lírikusa († 1897)
- június 12. – Johanna Spyri svájci írónő, gyermekkönyvek szerzője († 1901)
- augusztus 27. – Charles De Coster belga író († 1879)
- november 17. – Petko Szlavejkov bolgár költő, publicista, népdalgyűjtő; a bolgár irodalom első igazán jelentős alakja († 1895)

## Halálozások
- május 31. – Pápay Sámuel magyar író, nyelvész, az első magyar nyelvű rendszeres irodalomtörténet szerzője (* 1770)
- június 27. – José Joaquín Fernández de Lizardi mexikói író, költő, újságíró, függetlenségi harcos (* 1776)
- augusztus 3. – Lorenz Leopold Haschka osztrák költő, az osztrák császári himnusz eredeti szövegének szerzője (* 1749)
- augusztus 12. – William Blake angol költő, festő, grafikus (* 1757)
- október 9. – Ugo Foscolo olasz költő (* 1778)
- november 18. – Wilhelm Hauff német költő, író (* 1802)
- december 15. – Pánczél Dániel újságíró, a Bécsi Magyar Merkurius és a Magyar Kurír szerkesztője (* 1759)